# Gottlob Banzhaf

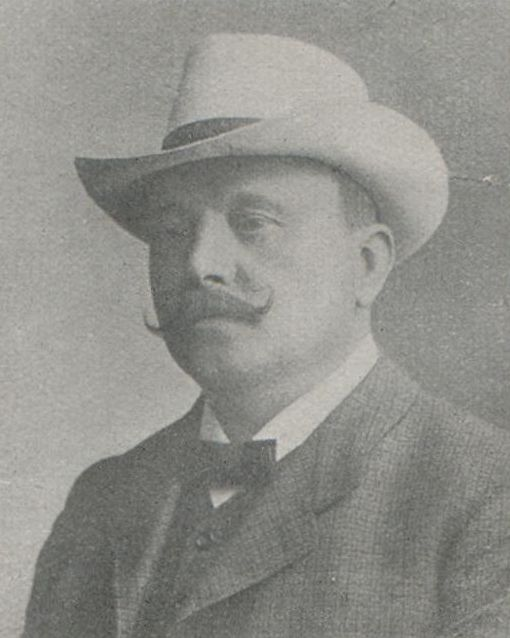
Gottlob Banzhaf

Gottlob Banzhaf  (* 19. November 1858 in Illingen; † 11. Oktober 1930 in Stuttgart) war ein deutscher Unternehmer im Maschinenbau. Nach dem Tod seines Schwagers Christian Schmidt war er erster Direktor der Neckarsulmer Strickmaschinenfabrik AG von 1884 bis 1910. Sein Verdienst war es, dass aus diesem Unternehmen die weltbekannten NSU-Werke wurden.

## Leben
Gottlob Banzhaf wurde am 19. November 1858 in Illingen an der Kirchstraße geboren. Er besuchte in Illingen die Volksschule machte von 1871 bis 1875 eine kaufmännische Lehre im Weißwaren-, Kurzwaren- und Nähmaschinengeschäft von Fr. Conradt in Stuttgart. Danach besuchte Banzhaf eine kaufmännische Fortbildungsschule, mit der er sich auf die Mittlere Reife vorbereitete. Er arbeitete von 1876 bis 1879 als Buchhalter in Mannheim. Ab Oktober 1879 trat er in die Mechanische Werkstätte zur Herstellung von Strickmaschinen seines Schwagers Christian Schmidt in Riedlingen an der Donau ein. Die dort hergestellten Strickmaschinen wurden nach Österreich geliefert.
Ende Juni 1880 erfolgte der Umzug des Unternehmens nach Neckarsulm. Christian Schmidt starb am 24. Februar 1884. Nach seinem Tod wurde das Unternehmen in eine Aktiengesellschaft umgewandelt und Banzhaf wurde Direktor dieser am 27. April 1884 gegründeten Neckarsulmer Strickmaschinenfabrik AG. Nach der Erhöhung der österreichischen Einfuhrzölle im Jahre 1885 begann man ab 1886 damit, Fahrräder und ab 1901 Motorräder zu produzieren. Wie die Geschichte zeigte, erwiesen sich diese Entscheidungen als Glücksgriff, denn Mitte der 1950er Jahre war NSU nach Stückzahlen der größte Zweiradhersteller der Welt.
Im Jahre 1918 kaufte Gottlob Banzhaf ein Haus an der Schützinger Straße in Illingen, welches das „Sommerhaus des Kommerzienrats“ genannt wurde. Banzhaf beschäftigte sich mit seiner Heimat Illingen und erforschte die Geschichte seiner Familie von der Frühgeschichte bis zum Mittelalter. Er veröffentlichte seine Forschungsergebnisse in dem Buch Die Familie Banzhaf in Illingen und Schützingen.
Gottlob Banzhaf starb am 11. Oktober 1930 in Stuttgart und wurde auf seinen Wunsch in Illingen im Familiengrab beerdigt.

## Ehrungen und Andenken
Wegen seiner „Verdienste um die württembergische Industrie“ wurde er 1908 von König Wilhelm II. zum Kommerzienrat ernannt. Neckarsulm verlieh Gottlob Banzhaf in Anerkennung seiner Verdienste im Jahre 1911 das Ehrenbürgerrecht.
In Neckarsulm ist eine Straße in der Viktorshöhe nach ihm benannt.
In seinem Geburtsort Illingen ist ebenfalls eine Straße nach ihm benannt.